# Neobathiea grandidierana
Neobathiea grandidierana (Rchb.f.) Garay, 1972 è una pianta della famiglia delle Orchidacee, endemica del Madagascar e delle isole Comore.

## Descrizione
È una piccola orchidea epifita, con fusto breve e 4-5 foglie oblanceolate, lunghe 4–5 cm e larghe circa 1 cm, disposte a ventaglio.
Il fiore, singolo, è di colore bianco con sfumature verdi; sepali e petali sono lanceolati; il labello intero, cuoriforme, si caratterizza per la presenza di uno sperone nettarifero lungo sino a 14 cm.

## Biologia
Si riproduce per impollinazione entomofila da parte della farfalla notturna Panogena lingens, della famiglia degli Sfingidi. La conformazione e la lunghezza della spirotromba della farfalla le consentono di raccogliere il nettare in fondo allo sperone del fiore; nel far ciò si imbratta con il polline dell'orchidea che successivamente deposita su un altro fiore.

## Distribuzione e habitat
La specie è endemica del Madagascar e delle isole Comore.
Cresce come epifita sugli alberi della foresta pluviale, da 1.000 a 1650 m di altitudine.